# Bouvieraxius keiensis
Bouvieraxius keiensis är en kräftdjursart som beskrevs av Sakai 1992. Bouvieraxius keiensis ingår i släktet Bouvieraxius och familjen Axiidae. Inga underarter finns listade i Catalogue of Life.